# Джегутинское сельское поселение
Джегутинское сельское поселение — муниципальное образование в Усть-Джегутинском районе Карачаево-Черкесии.
Административный центр — аул Новая Джегута.

## Состав поселения
- Джегута (аул) — 1265[2]
- Кызыл-Кала (аул) — 645[2]
- Новая Джегута (аул — административный центр) — 4084[2]

## Население
| 2002  | 2010  | 2012  | 2013  | 2014  | 2015  | 2016  |
| ----- | ----- | ----- | ----- | ----- | ----- | ----- |
| 5622  | ↗6080 | ↗6115 | ↗6121 | ↘6093 | ↘6037 | ↗6038 |
| 2017  | 2018  | 2019  | 2020  | 2021  | 2023  | 2024  |
| →6038 | ↘5994 | ↘5943 | ↘5902 | ↗5994 | ↘5942 | ↗5961 |